# Pinewood Estates
Pinewood Estates es un lugar designado por el censo ubicado en el condado de Hardin en el estado estadounidense de Texas. En el Censo de 2010 tenía una población de 1678 habitantes y una densidad poblacional de 48,87 personas por km².

## Geografía
Pinewood Estates se encuentra ubicado en las coordenadas 30°10′26″N 94°19′18″O / 30.17389, -94.32167. Según la Oficina del Censo de los Estados Unidos, Pinewood Estates tiene una superficie total de 34.33 km², de la cual 34.16 km² corresponden a tierra firme y (0.51%) 0.17 km² es agua.

## Demografía
Según el censo de 2010, había 1678 personas residiendo en Pinewood Estates. La densidad de población era de 48,87 hab./km². De los 1678 habitantes, Pinewood Estates estaba compuesto por el 95.05% blancos, el 1.25% eran afroamericanos, el 0.48% eran amerindios, el 0.48% eran asiáticos, el 0% eran isleños del Pacífico, el 1.73% eran de otras razas y el 1.01% pertenecían a dos o más razas. Del total de la población el 5.9% eran hispanos o latinos de cualquier raza.